# Onitis bispicticollis
Onitis bispicticollis là một loài bọ cánh cứng trong họ Bọ hung (Scarabaeidae).